# Tesáre
Tesáre (hongrois : Nyitrateszér) est un village de Slovaquie situé dans la région de Nitra.

## Histoire
Première mention écrite du village en 1390.

## Démographie

### Évolution de la population
| Année:               | 1994. | 2004.   | 2014.   | 2024.   |
| -------------------- | ----- | ------- | ------- | ------- |
| Nombre de personnes: | 685   | 725     | 727     | 704     |
| Différence:          |       | +5,83 % | +0,27 % | -3,16 % |

| Année:               | 2023. | 2024.   |
| -------------------- | ----- | ------- |
| Nombre de personnes: | 700   | 704     |
| Différence:          |       | +0,57 % |